# Rebecca Joyce
Rebecca Joyce, född den 12 september 1970 i Melbourne i Australien, är en australisk roddare.
Hon tog OS-brons i lättvikts-dubbelsculler i samband med de olympiska roddtävlingarna 1996 i Atlanta.